# Guglielmo de Apulia
Guglielmo de Apulia a fost un cronicar normand din sudul Italiei, care a scris în ultimii ani ai secolului al XI-lea.
Poemul său epic, elaborat în latină și intitulat Gesta Roberti Wiscardi ("Faptele lui Robert Guiscard"), scris în hexametri, constituie una dintre principalele surse contemporane referitoare la cucerirea normandă a sudului Italiei, în special la cariera și personalitatea lui Robert Guiscard, duce de Apulia între 1059 și 1085.
Sccrierea sa a fost compusă între anii 1096 și 1099. Datarea ei se poate face ca urmare a referirii care se face în cadrul prologului la papa Urban al II-lea; aceasta permite un terminus ante quem, dat fiind că respectivul suveran pontif s-a stins în iulie. O trimitere din Cartea III a cronicii se face la "rasa galică [care] dorea să deschidă calea către Sfântul Mormânt", ceea ce demonstrează că Guglielmo ar fi scris ulterior Conciliului de la Clermont, convocat de Urban al II-lea în noiembrie 1095. De asemenea, o referire la acelați papă ca fiind în viață dovedește că lucrul la redactarea cronicii se făcea înainte de iulie 1099.
Poemul este dedicat ducelui Roger Borsa, fiul lui Robert Guiscard. 

## Ediții
- William of Apulia (trad. Graham A. Loud), The Deeds of Robert Guiscard, Books One Arhivat în 14 septembrie 2009, la Wayback Machine., Two Arhivat în 12 iulie 2007, la Wayback Machine., Three, Four, and Five (Word Documents)